# Número de Keulegan-Carpenter
En dinámica de fluidos, el número de Keulegan-Carpenter, también llamado número de período, es una cantidad adimensional que describe la importancia relativa de las fuerzas de arrastre más las fuerzas de inercia de los objetos en un flujo de fluido oscilatorio. O de manera similar, para los objetos que oscilan en un fluido en reposo. El número de Keulegan-Carpenter lleva el nombre de Garbis H. Keulegan (1890-1989) y Lloyd H. Carpenter.
El número de Keulegan-Carpenter KC se define como:
| Símbolo                          | Nombre | Unidad |
| -------------------------------- | --- | ------ |
| {\displaystyle \mathrm {K_{C}} } | Número de Keulegan-Carpenter                                                                                                  |        |
| {\displaystyle V}                | Amplitud de la oscilación de la velocidad de flujo (o la amplitud de la velocidad del objeto, en caso de un objeto oscilante) | m / s  |
| {\displaystyle T}                | Período de la oscilación | s      |
| {\displaystyle L}                | Escala de longitud característica del objeto, por ejemplo el diámetro de un cilindro                                          | m      |

Un parámetro estrechamente relacionado, también de uso frecuente para el transporte de sedimentos bajo las ondas de agua, es el parámetro de desplazamiento δ: 
| Símbolo                 | Nombre                                                                               | Unidad |
| ----------------------- | ------------------------------------------------------------------------------------ | ------ |
| {\displaystyle \delta } | Parámetro de desplazamiento                                                          |        |
| {\displaystyle A}       | Amplitud de la excursión de partículas del fluido en el flujo oscilatorio            | m      |
| {\displaystyle L}       | Escala de longitud característica del objeto, por ejemplo el diámetro de un cilindro | m      |

Para el movimiento sinusoidal del fluido:
| Símbolo           | Nombre | Unidad |
| ----------------- | --- | ------ |
| {\displaystyle A} | Amplitud de la excursión de partículas del fluido en el flujo oscilatorio                                                     | m      |
| {\displaystyle V} | Amplitud de la oscilación de la velocidad de flujo (o la amplitud de la velocidad del objeto, en caso de un objeto oscilante) | m / s  |
| {\displaystyle T} | Período de la oscilación | s      |

| Símbolo                          | Nombre                       |
| -------------------------------- | ---------------------------- |
| {\displaystyle \mathrm {K_{C}} } | Número de Keulegan-Carpenter |
| {\displaystyle \delta }          | Parámetro de desplazamiento  |

El número de Keulegan-Carpenter puede estar directamente relacionado con las ecuaciones de Navier-Stokes, al ver las características de las escalas de los términos de aceleración:
- aceleración convectiva: {\displaystyle (\mathbf {u} \cdot \nabla )\mathbf {u} \sim {\frac {V^{2}}{L}},}
- aceleración local: {\displaystyle {\frac {\partial \mathbf {u} }{\partial t}}\sim {\frac {V}{T}}.}

Dividiendo estas dos escalas de aceleración indica el número de Keulegan-Carpenter.